# Wilhelm Huck
Wilhelm Huck (Sittard, 1 januari 1970) is een Nederlands hoogleraar fysische organische chemie aan de Radboud Universiteit in Nijmegen.

## Biografie
Huck studeerde scheikunde aan de Universiteit Leiden en de Universiteit Twente waar hij in 1997 promoveerde. Voor zijn proefschrift werd hij onderscheiden met een DSM Award. Aansluitend deed hij onder supervisie van professor G.M. Whitesides post-doctoraalonderzoek aan de Harvard-universiteit.
In 1999 was hij universitair lector aan de Universiteit van Cambridge. In 2007 werd hij in Cambridge benoemd tot hoogleraar macromoleculair scheikunde. Drie jaar later werd hij hoogleraar fysische organische chemie in Nijmegen.
Huck heeft zijn onderzoek meerdere malen voor een groot publiek uitgelegd. (VARA, 6 maart 2015)
Tijdens de Coronapandemie begon zijn onderzoeksgroep The Huck Group in 2021 de 'Late Night Conference With Wilhelm Huck', een series van seminars met als thema "the Origin of Life" waarin onderzoekers over hun onderzoek een online presentatie gaven gevolgd door mogelijkheden om een discussie te starten over het betreffende onderwerp. Wegens succes is in 2022 een tweede seizoen gestart met als thema "Artificial Life" die zowel fysiek op de campus van de Radboud Universiteit als online werd gegeven. 

## Onderzoek
Huck probeert te ontdekken hoe 'leven' precies werkt op het niveau van chemische reacties. Hoe werken alle moleculen in de cel samen zodat een levend iets ontstaat? Waar komt het leven vandaan en hoe zou het ontstaan kunnen zijn uit niet-levende moleculen? Het uiteindelijke doel is de complexe chemische systemen in cellen te begrijpen. Met die kennis zou het mogelijk moeten zijn om een synthetische, levende cel te bouwen. In 2016 was Huck een de vier laureaten van de Spinozapremie.

## Bedrijven
Wilhelm Huck heeft afgelopen jaren twee bedrijven mede opgericht: Cytofind Diagnostics en Sphere Fluidics U.K

## Eerbewijzen
- 2018 Ridder in de Orde van de Nederlandse Leeuw
- 2017 co-PI Gravitation Programme "Building a Synthetic Cell"
- 2016 Spinoza prize
- 2016 Simons Foundation Investigator (Simons Collaboration on the Origins of Life)
- 2012 Fellow of the Royal Society of Chemistry
- 2012 Elected to the The Royal Netherlands Academy of Arts and Sciences
- 2011 VICI award
- 2010 ERC Advanced Grant
- 2009 Friedrich Wilhelm Humboldt Bessel Research Award
- 2004 DuPont Young Professor Award
- 2001 Young Investigator Medal of the Royal Society of Chemistry, MacroGroup UK
- 1997 DSM Award for best Ph.D. research in the Netherlands in polymer-related chemistry
- 1996 Schloeßmann Award from the Max Planck Gesellschaft zur FÖrderung der Wissenschaften
- 1992 Winner of the Shell International Business Competition